# 3375 Amy
3375 Amy eller 1981 JY1 är en asteroid i huvudbältet som upptäcktes den 5 maj 1981 av den amerikanska astronomen Carolyn S. Shoemaker vid Palomar-observatoriet. Den är uppkallad efter Amy Shoemaker Prescott, en släkting till upptäckaren.
Asteroiden har en diameter på ungefär 6 kilometer.